# Hervaeus Natalis
Hervaeus Natalis, známý též jako Hervé de Nédellec (okolo 1260 – 7. srpna 1323, Narbonne) byl francouzský dominikánský kněz, filosof a teolog, od roku 1318 až do své smrti 14. Magistr dominikánského řádu. Jeho nejznámější díla jsou Quodlibeta et tractatus, De quattuor materiis sive Determinationes contra magistrum Henricum de Gandavo a patrně i (dříve Tomáši Akvinskému připisovaná) Summa Totius Logicae.